# Jean de Turckheim
Jean de Turckheim fue un noble y político francés nacido el 10 de noviembre de 1749 en Estrasburgo (Alsacia) y fallecido el 28 de enero de 1824 en la misma localidad, fue el hijo mayor del Barón Jean de Turckheim (1707–1793) y hermano de Bernard-Frédéric de Turckheim. Su sobrino, Jean-Frédéric de Turckheim, fue el octavo alcalde de Estrasburgo.

## Biografía
El barón Jean de Turckheim, señor de Kalembourg ès Vosges, antiguo ammeister y miembro de la Cámara de los Trece del magistrado de Estrasburgo, será diputado del Tercer estado, aunque noble, a la Estados Generales de 1789. En este punto cabe señalar que dos nobles fueron elegidos fuera de su orden por el Tercer Estado del alguacilazgo de Haguenau Wissembourg, que eligió al alguacil de Flachslanden, y por la ciudad de Estrasburgo, que eligió al barón Jean de Turckheim.
También fue diputado del tercer estado en la Asamblea Nacional Constituyente del 8 de abril al 24 de noviembre de 1789.